# Tinkara Komar
Tinkara Komar, slovenska smučarska skakalka, * 24. avgust 2005.
Komar je članica kluba SSK Bohinj. Leta 2025 je nastopila na svetovnem mladinskem prvenstvu v Lake Placidu, kjer je osvojila srebrno medaljo na ekipni in 12. mesto na posamični tekmi. 31. decembra 2022 je debitirala v svetovnem pokalu na Ljubnem in se uvrstila na 43. mesto, 23. februarja 2025 pa se je na tekmi v Hinzenbachu prvič uvrstila med dobitnice točk s 30. mestom.
Tudi njena starejša sestra Katra je smučarska skakalka.